# Cimetière du choléra de Servigny-lès-Raville
Le cimetière du choléra de Servigny-lès-Raville est un cimetière du choléra situé à Servigny-lès-Raville, en Moselle. Restauré en 1990, il abrite des victimes d'une épidémie de choléra de 1866,,

## Histoire
L'épidémie de choléra débuta à Metz en avril 1832, revint en 1848 puis en 1866. Elle atteignit ensuite la campagne : 60 communes furent atteintes, 5044 cas furent signalés et 1817 décès furent à déplorer. À Servigny-lès-Raville, on déplora un peu plus de 70 décès qu'on enterra sur l'emplacement de l'ancienne église
Un médecin de 33 ans né à Marseille (où il fut aussi poète), Frédéric Estre, s’installa à Rémilly avec son épouse originaire de Guinglange. Il fut le seul médecin à braver l'épidémie, allant jusqu'à travailler bénévolement.

## Le cimetière
Les tombes peuvent comporter des inscriptions personnelles. Elles sont en pierre grise de Servigny (très dure), jaune (moins dure) ou blanche.
On y trouve des marronniers.
Un grand calvaire s"élève à proximité du village
Il abrite une géocache

## Les célébrations
Une messe annuelle en plein air y est célébrée le deuxième dimanche après la pentecôte.

## Galerie

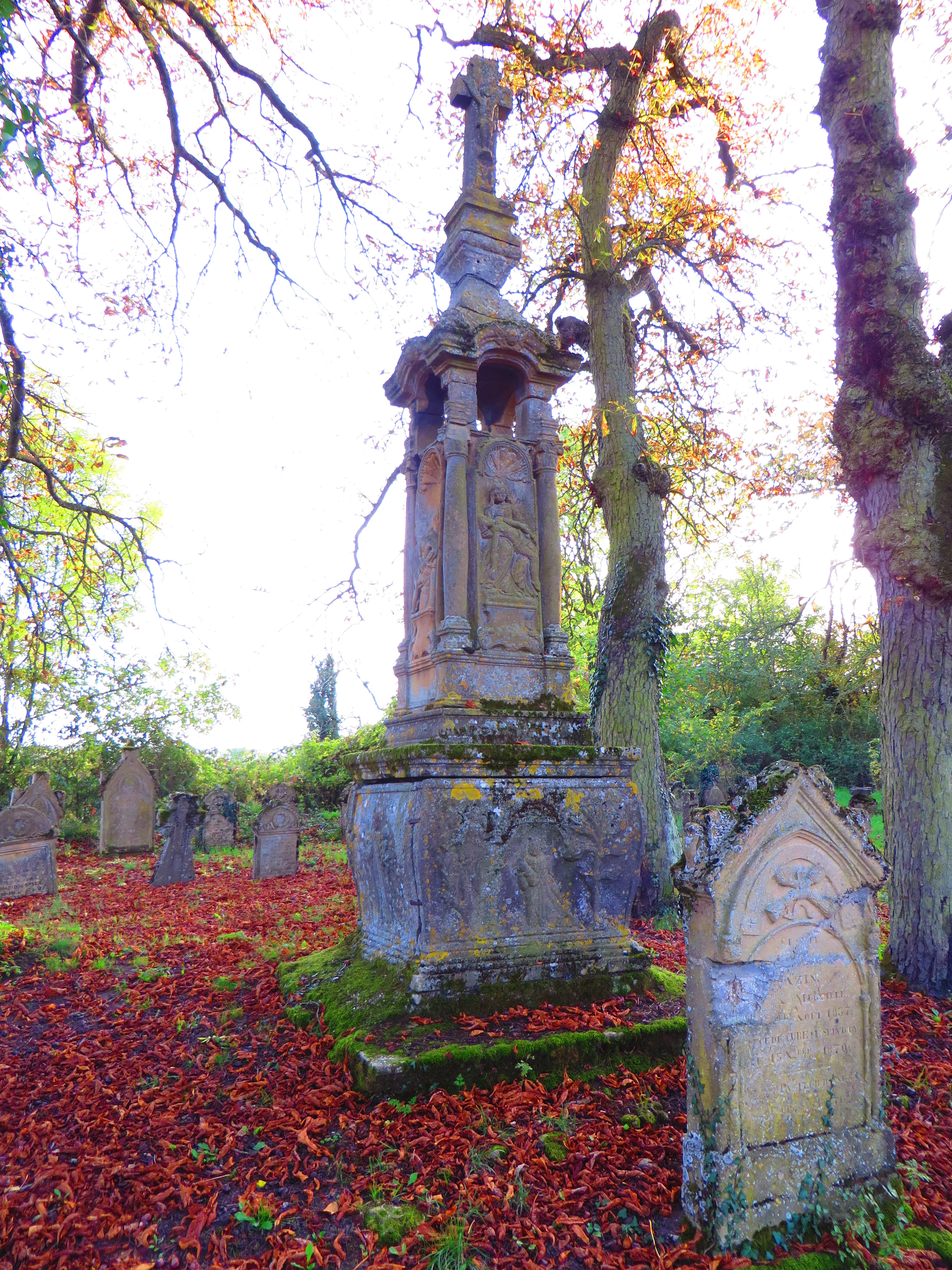
Vue
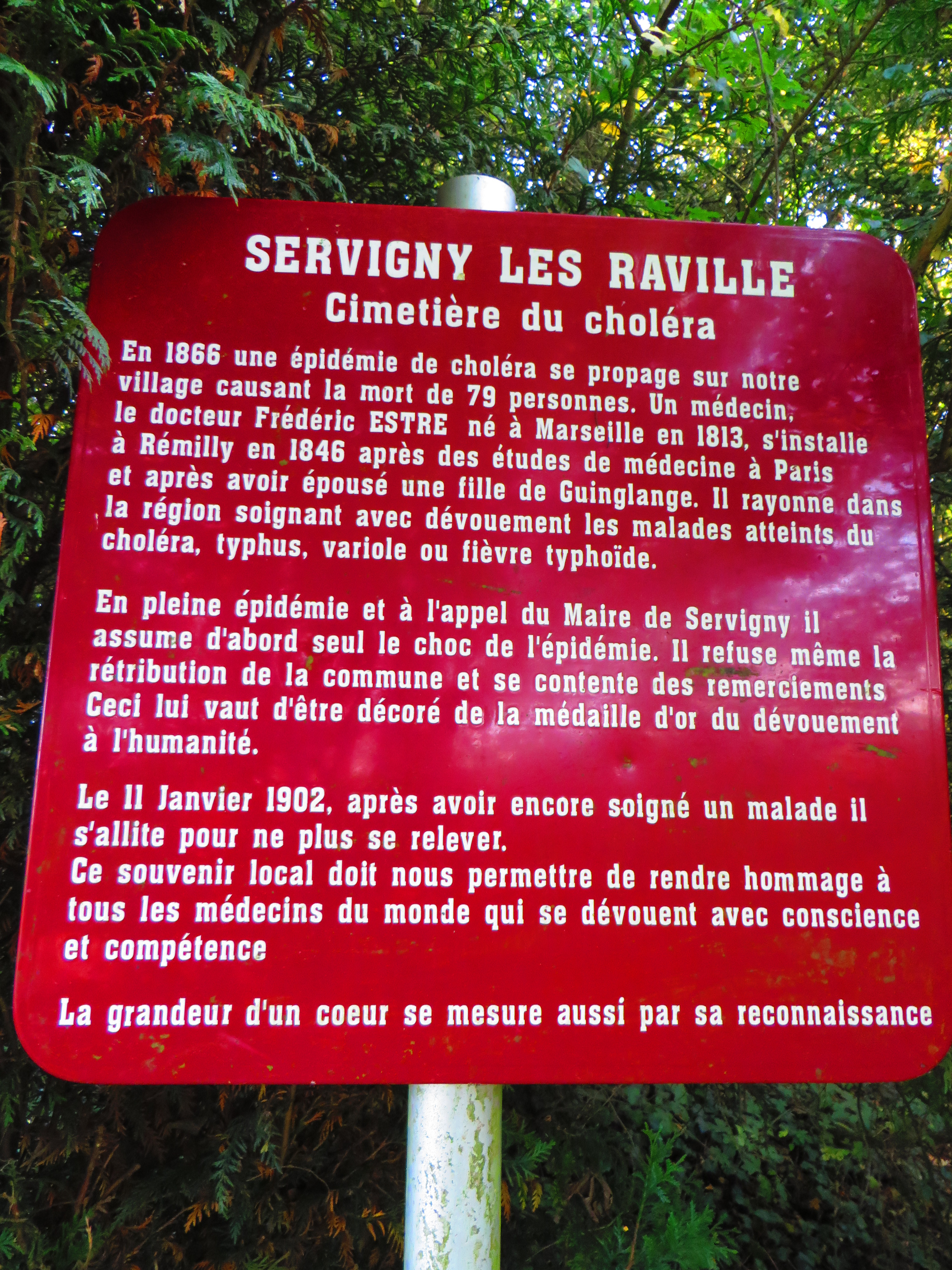
Le panneau rappelle le dévouement du médecin, Frédéric Estre